# Ose (Schotland)
Ose (Schots-Gaelisch: Òs) is een kustdorp op het eiland Skye in de Schotse lieutenancy Ross and Cromarty in het raadsgebied Highland.